# Проінсулін
Проінсулін — поліпептид, прогормон, що виробляється бета-клітинами острівців Лангерганса підшлункової залози.
Проінсулін є попередником у процесі біосинтезу інсуліну. Він складається з двох ланцюгів, що є в молекулі інсуліну (А-ланцюг і В-ланцюг), з'єднаних C-пептидом або (С-ланцюгом), який відщеплюється в процесі утворення інсуліну від молекули проінсуліну.
Сам проінсулін практично не має інсулінової активністі.
Проінсулін, в свою чергу, є продуктом відщеплення від ще складнішого поліпептиду препроінсулін.
| Ендокринологія | Це незавершена стаття з ендокринології. Ви можете допомогти проєкту, виправивши або дописавши її. |

1. ↑  Proinsulin - an overview | ScienceDirect Topics. www.sciencedirect.com. Процитовано 17 серпня 2024.